# Barrio Tlatenco
Barrio Tlatenco är en ort i Mexiko, tillhörande Cuautitlán kommun i delstaten Mexiko. Barrio Tlatenco ligger i den centrala delen av landet och tillhör Mexico Citys storstadsområde. Orten hade 3 305 invånare vid folkmätningen 2010.